# Ушаков, Пётр Сергеевич
Пётр Сергеевич Ушаков (1782—1832) — генерал-майор, участник Наполеоновских войн, представитель дворянского рода Ушаковых.

## Биография
Родился 15 (26) декабря 1782 года.
Образование получил во 2-м кадетском корпусе, из которого выпущен в 1799 году.
С 1807 года, в чине подпоручика, Ушаков служил в Императорском батальоне милиции (впоследствии переформированном в лейб-гвардии Финляндский полк). В этом же году он принял участие в сражениях с французами в Восточной Пруссии; 20 мая 1808 года был награждён золотой шпагой с надписью «За храбрость».
В 1811 году поручик Ушаков был временно прикомандирован к 1-му кадетскому корпусу «для преподавания воспитанникам».
В Отечественную войну 1812 года принимал участие во многих сражениях. За отличие в Бородинском бою получил орден Св. Анны 2-й степени с алмазами; блестяще проявил себя в сражении под Красным, где захватил неприятельскую пушку. Произведённый в полковники Ушаков был назначен командиром 2-го батальона в лейб-гвардии Финляндском полку.
В 1813—1814 годах Ушаков находился в заграничном походе. За отличие в сражениях при Люцене и Бауцене отмечен орденом Св. Владимира 3-й степени, а за сражение под Лейпцигом 22 января 1814 года был награждён орденом Св. Георгия 4-й степени (№ 2807 по кавалерскому списку Григоровича — Степанова).
По окончании Наполеоновских войн полковник Ушаков командовал 1-м батальоном лейб-гвардии Финляндского полка в Варшаве. К этому времени относится громкая дуэль, случившаяся между ним и полковником Василием Фёдоровичем Раллем (1783—1817), братом Ф. Ф. Ралля.
«Дело происходило в середине 1817 г. Полковник Ушаков, уезжая в отпуск, сдал батальон старшему по себе полковнику Раллю. По возвращении Ушакова, во время приёма батальона, между ними произошёл крупный разговор, окончившийся вызовом на дуэль. Но офицеры вступились в это дело и, так как тут не было кровной обиды, а только одно более или менее оскорблённое самолюбие, то им удалось помирить поссорившихся. Однако об этом узнаёт Цесаревич и, пославши к обоим своего адъютанта, а с ним и пару своих пистолетов, приказывает передать им, что военная честь шуток не допускает, когда кто кого вызвал на поединок и вызов принят, то следует стреляться, а не мириться. Поэтому Ушаков и Ралль должны или стреляться, или выходить в отставку.
Таким образом дуэль обязательно должна была состояться. Но так как у Ралля было большое семейство, то он просил две недели отсрочки, чтобы устроить свои дела. Эта отсрочка была гибельна для Ралля. Он стрелял превосходно, Ушаков же очень плохо. Но в течение этих двух недель последний, занимаясь ежедневно стрельбою из пистолета, набил себе руку и — Ралль был убит наповал.
После производства 6 октября 1817 года в генерал-майоры Ушаков с 12 октября был назначен командиром лейб-гвардии Волынского полка, который формировался на основе 1-го батальона лейб-гвардии Финляндского полка. В конце 1819 года, 4 декабря, получил назначение директором Смоленского кадетского корпуса и в связи с переводом корпуса в Москву занимался восстановлением Головинского дворца. После размещения в нём кадетского корпуса, который с 3 августа 1824 года получил наименование Московский кадетский корпус, Ушаков руководил им до 1831 года, когда вышел в отставку.
Умер 5 (17) февраля 1832 года. Похоронен в церкви Никитского мужского монастыря, на месте его захоронения была сделана надпись: «Служил Государям и Отечеству XXIII года. Хранитель юношей и к чести предводитель, ты имя передал потомству в их сердцах, муж брани, ты был друг и их второй родитель. Кто не почтет слезой твой незабвенный прах?».

## Семья

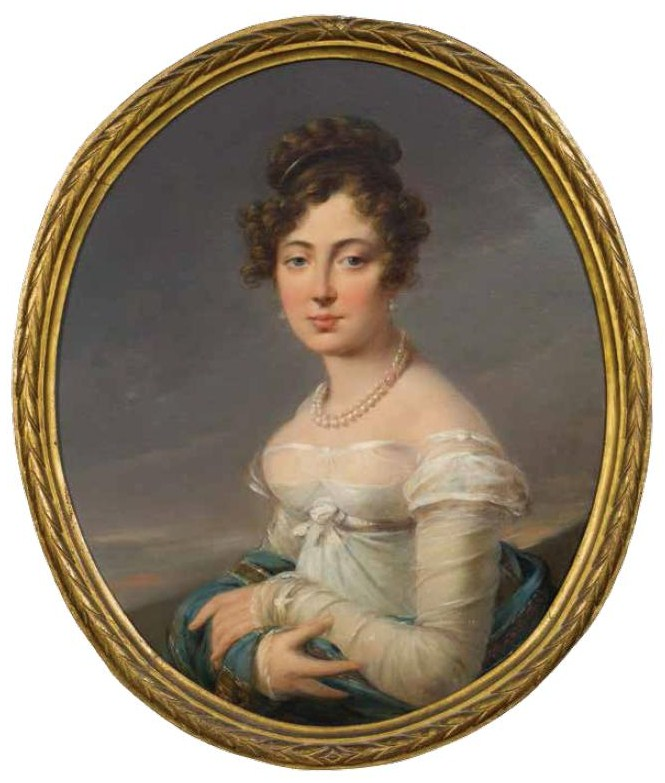
Мария Антоновна Ушакова, жена.
Портрет работы А. Молинари

Был женат на одной из первых московских красавиц Марии Антоновне Тарбеевой (15.09.1802—13.03.1870), по воспоминаниям современника, у неё были правильные черты лица, темные волосы, прекрасные голубые глаза и чисто греческий профиль, но в возрасте имела вид какой-то поблекшей одалиски. В обществе славилась не столько умом, сколько красотой и мягким, нежным сердцем, этим прекрасным качеством пользовалось немало ловких и хитрых мужчин. После смерти мужа была любовницей богача К. П. Нарышкина (1806—1880), содержавшего её несколько лет на глазах у всей Москвы, и родила от него в 1841 году сына Павла. В 1842 году одна их современница писала, что в Москве:
...Опять поговаривают про женитьбу Нарышкина на вдове Ушаковой, но я этому поверю только когда они обвенчаются. Об этом так давно объявляют, что я с трудом этому верю.
 Сохранив до старости замечательную моложавость и красоту, в конце жизни Ушакова почти никуда не выезжала, но бывала часто в доме губернатора А. Закревского, с женой которого была дружна. Умерла в Москве и была похоронена на иноверческом кладбище на Веденских горах. В браке имела двух сыновей и пять дочерей, репутация которых была не лучше, чем у матери:
- Павел Петрович (1819—1873), в 1858 году императором Александром II был пожалован в генерал-майоры и вышел в отставку. С 1850 года был женат на Анастасии Иосифовне Губиной, урожденной Кони (1824—1902)[5], вдове владельца Сергинско-Уфалейских горных заводов Константина Михайловича Губина (1785—1848). Будучи опекуном малолетних детей жены, Ушаков стал фактическим владельцем заводов на Урале. Одна из её дочерей, Александра Константиновна (1844—1887) впоследствии вышла замуж за гофмейстера Алексея Николаевича Толстого (1830—1901), а другая, Зинаида Константиновна — за гвардии поручика Павла Константиновича Нарышкина, брата отчима.
- Ольга Петровна (1820—15.02.1898[6]), в первом браке Иваненко; во втором — баронесса Мильтиц. Умерла от паралича в Ницце, где и была похоронена на городском кладбище.
- Александра Петровна (19.05.1821—4.02.1880), будучи девицей была на содержании у женатого графа Василия Алексеевича Бобринского (1804—1874), в 1869 году стала его третьей женой, брак был бездетным[7].
- Анна Петровна (1822—1905), была замужем за Михаилом Соломоновичем Мартыновым (1814—1860), братом убийцы М. Ю. Лермонтова. Имела удивительное сходство с одним из московских видных администраторов, великим ценителем красоты её матушки[8]. К. П. Колзакова писал в дневнике в октябре 1839 года: «Из полка поехал я в Кирочную улицу к Ушакову. Марию Антоновну не застал я дома, но оба сына и дочь меня приняли. Я очень удивился, когда увидал вместо Alexandrine меньшую сестру Annette; она выросла и сделалась премиленькая девушка; одета в утреннем неглиже и папильотках. Я долго сидел с ними, расспрашивал про Москву, про увеселения тамошние и про Alexandrine, которую там оставили но болезни. Annette смеется, когда я заговорю про её сестру; это меня радует, видно меня еще не забыли. Мне хочется для развлечения заняться теперь младшею сестрою. Две сестры будут соперницы... как приятно будет честолюбию?.. Надобно однако же признаться, что я жестокий эгоист; где видано, чтобы из одного самолюбия завлечь молодую девушку и потом радоваться раздору двух сестер между собою?»[9].
- Софья Петровна (22.01.1823—6.03.1877), своим браком удивила все общество, вышла замужем за любовника матери Нарышкина; воспитывала сводного брата Павла, вместе со своими детьми. Благодаря протекции генерала Закревского и богатству мужа, была самой модной московской дамой. По отзывам современника, имела злой нрав и очень круто обходилась со своим мужем. Известен её портрет, выполненный Ф. Винтерхальтером в 1859 году.
- Елена Петровна (1824—1860), замужем за князем Борисом Александровичем Черкасским (1828—1885).
- Сергей Петрович (1828—1894), выпускник Пажеского корпуса, службу начал в лейб-гвардии Преображенский полку, действительный статский советник, уфимский и тульский губернатор. Имел удивительное внешнее сходство с императором Александром II, из-за чего современники считали его сыном Николая I.

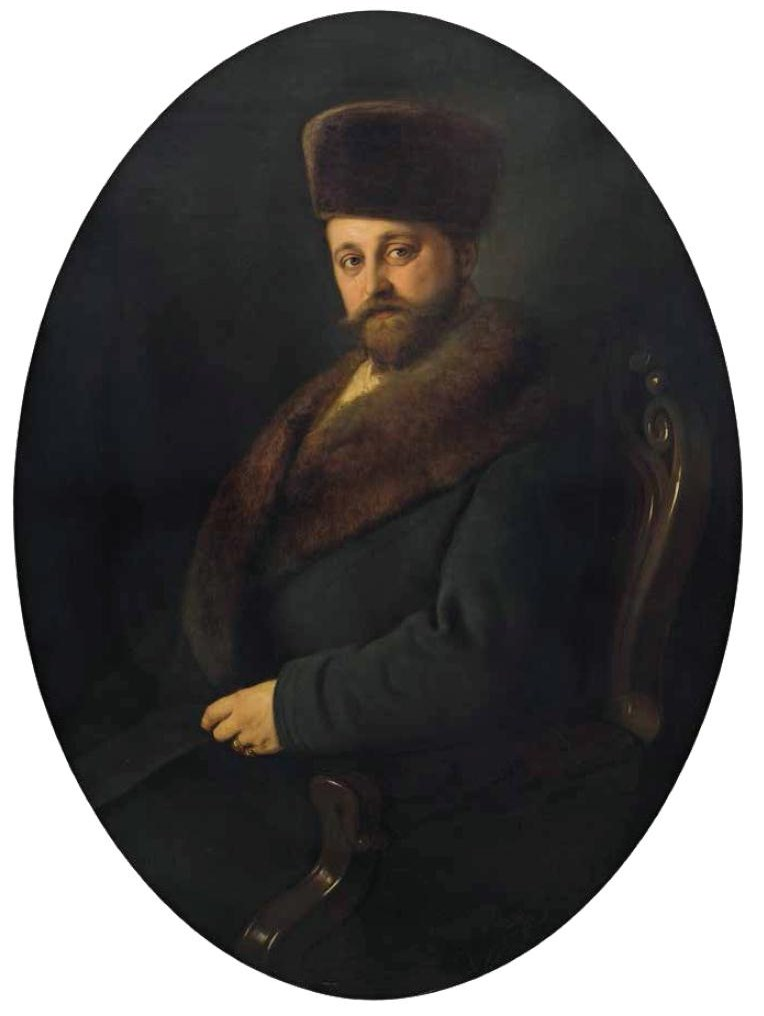
Павел Петрович, сын
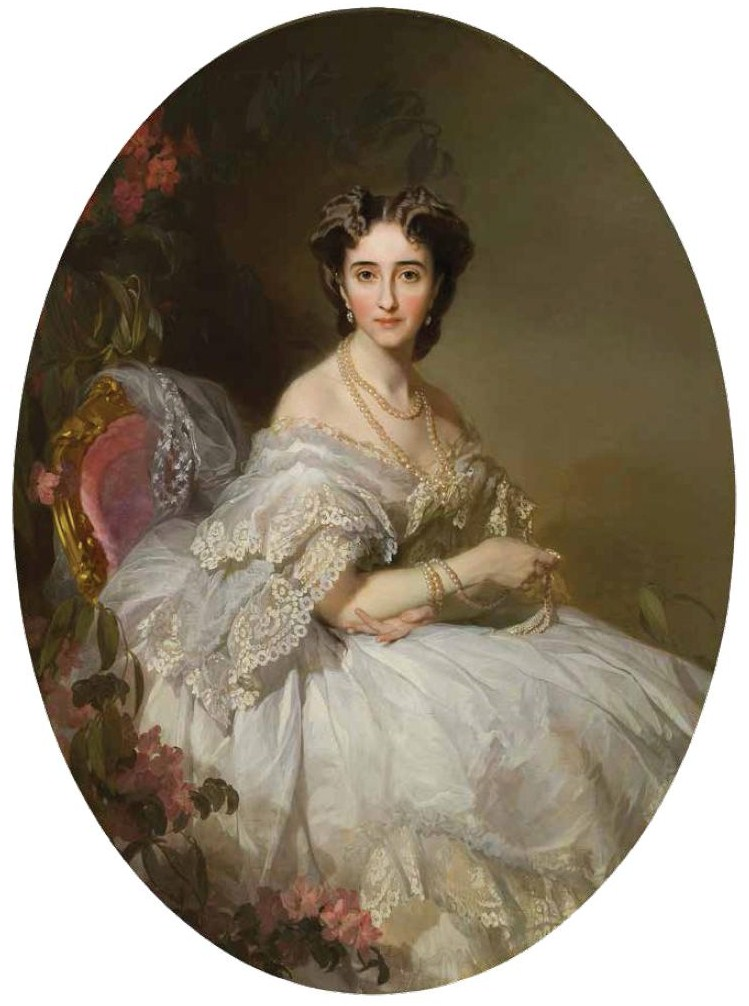
Анастасия Иосифовна, невестка
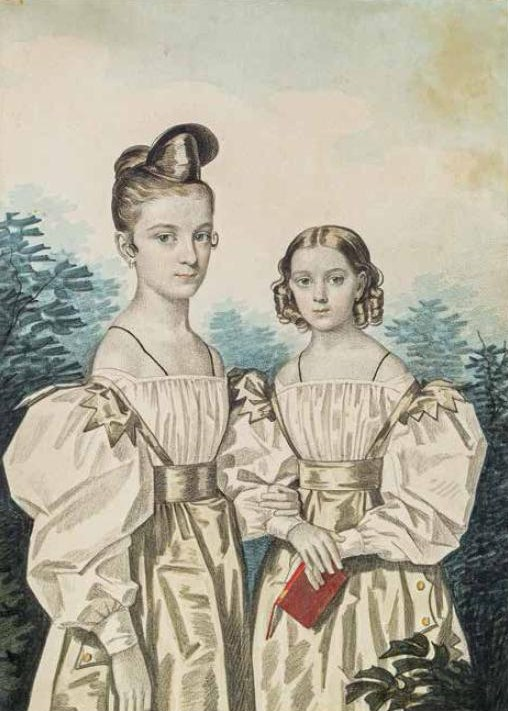
Анна и Елена, дочери
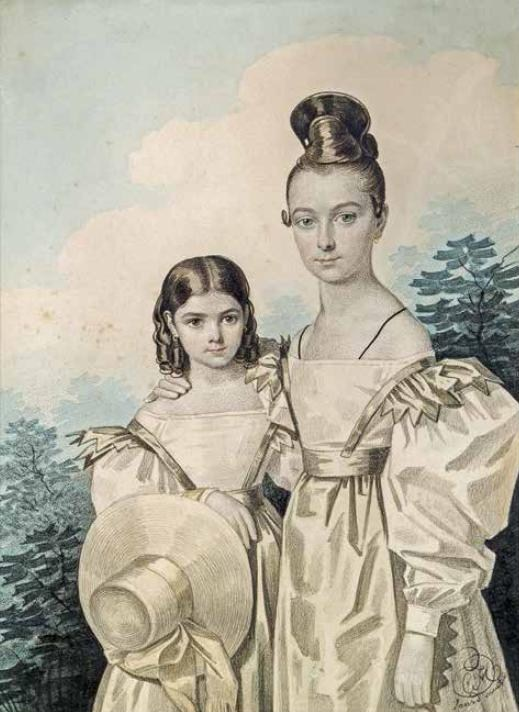
Софья и Александра, дочери
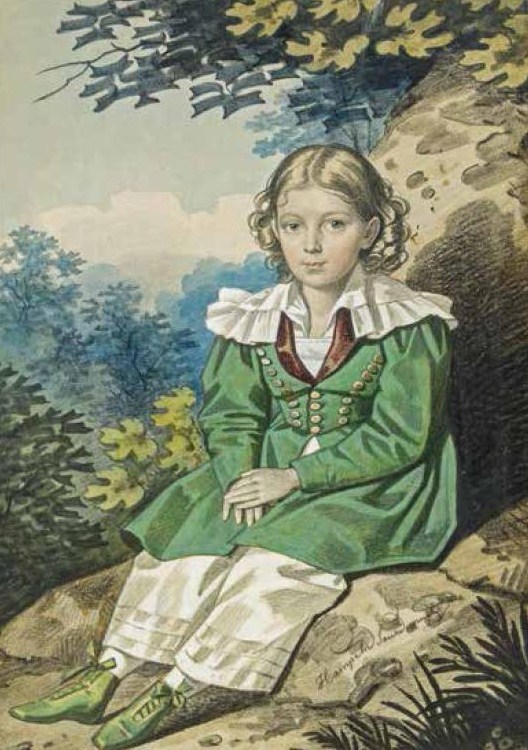
Сергей Петрович, сын